# 史瓦帝尼駐外機構列表

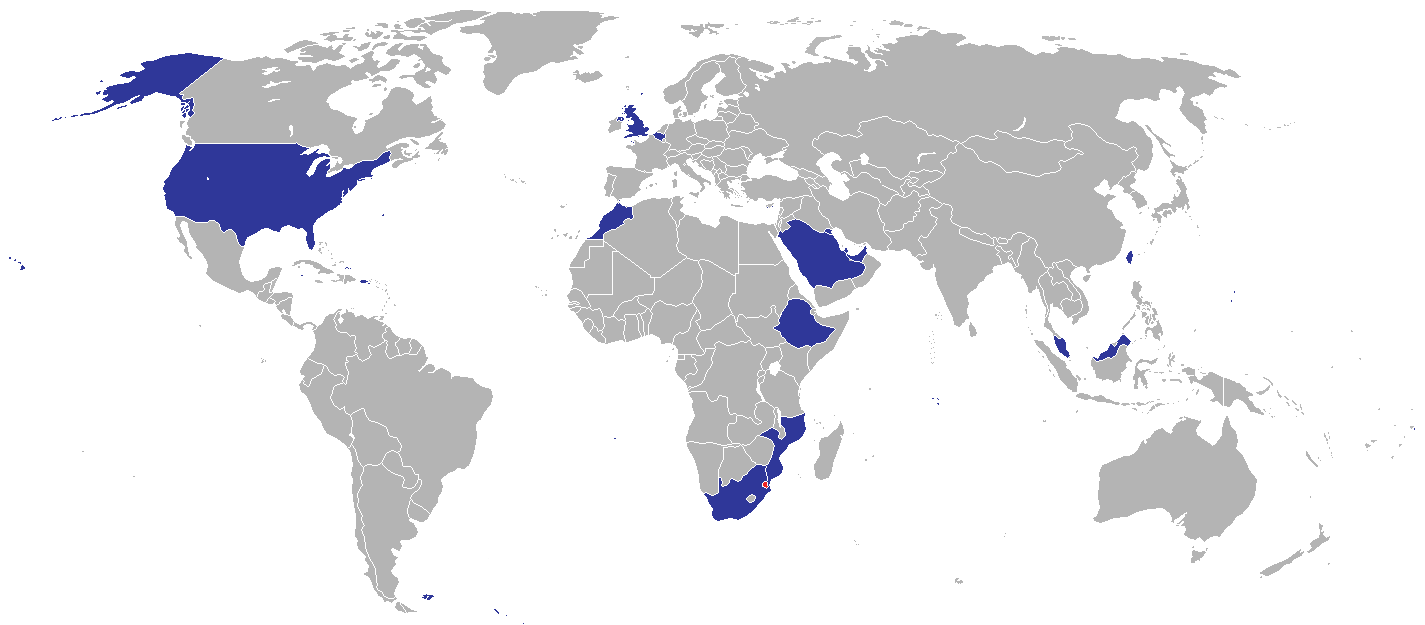
設有史瓦帝尼駐外機構之國家分布
史瓦帝尼王國
設有史瓦帝尼駐外機構之國家

史瓦帝尼駐外機構列表列出了史瓦帝尼在各國的外交代表機構，包含大使館、領事館、高級專員公署、代表團等。史瓦帝尼人口較少，僅有少量的駐外機構。

## 非洲
- 衣索比亞
  - 亚的斯亚贝巴（大使館）
- 摩洛哥
  - 拉巴特（大使館）
- 莫桑比克
  - 马普托（高級專員公署）
- 南非
  - 比勒陀利亞（高級專員公署）
  - 约翰内斯堡（領事館）[1]

## 美洲

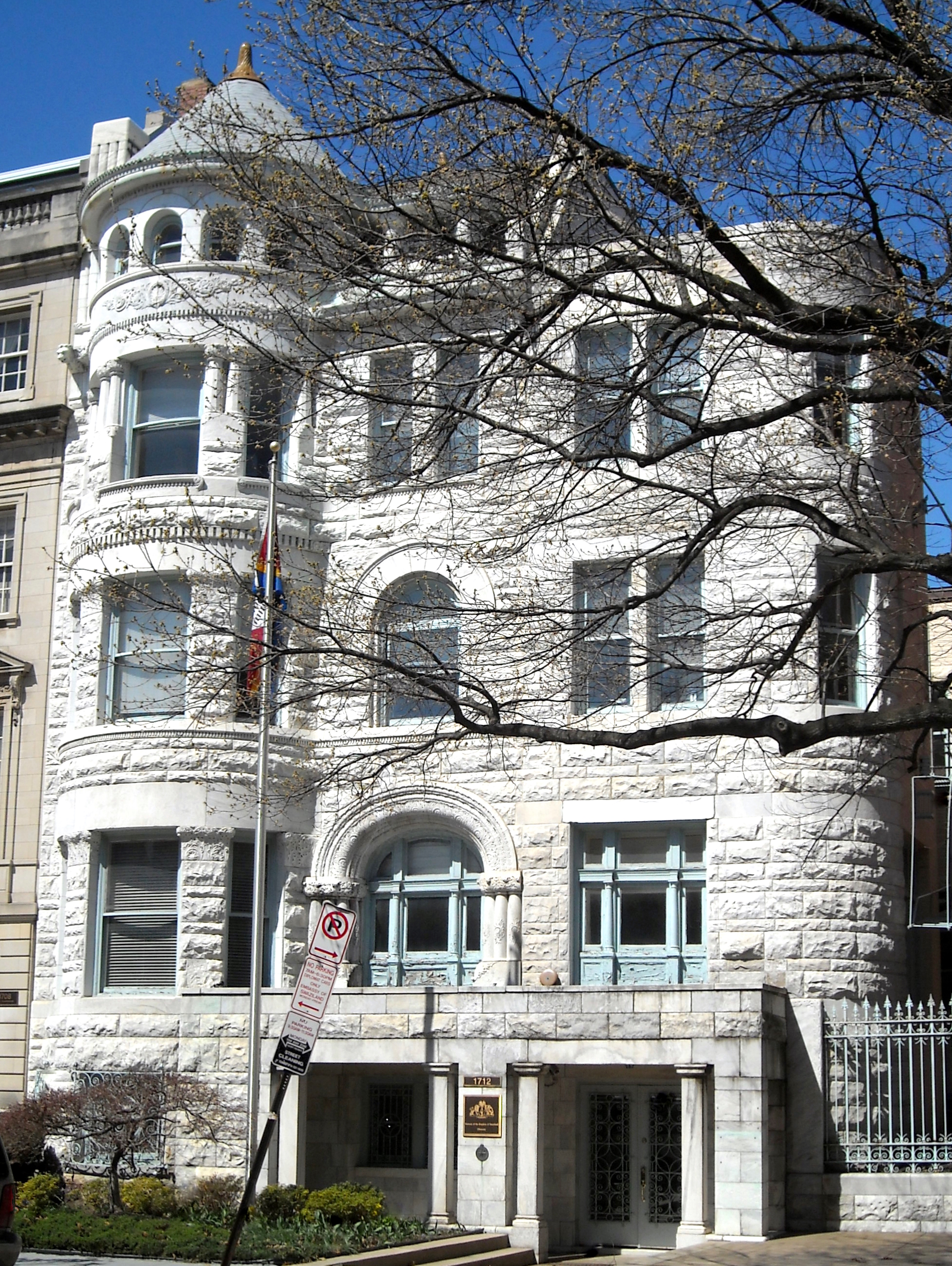
史瓦帝尼駐华盛顿哥伦比亚特区大使館

- 美国
  - 华盛顿哥伦比亚特区（大使館）

## 亞洲

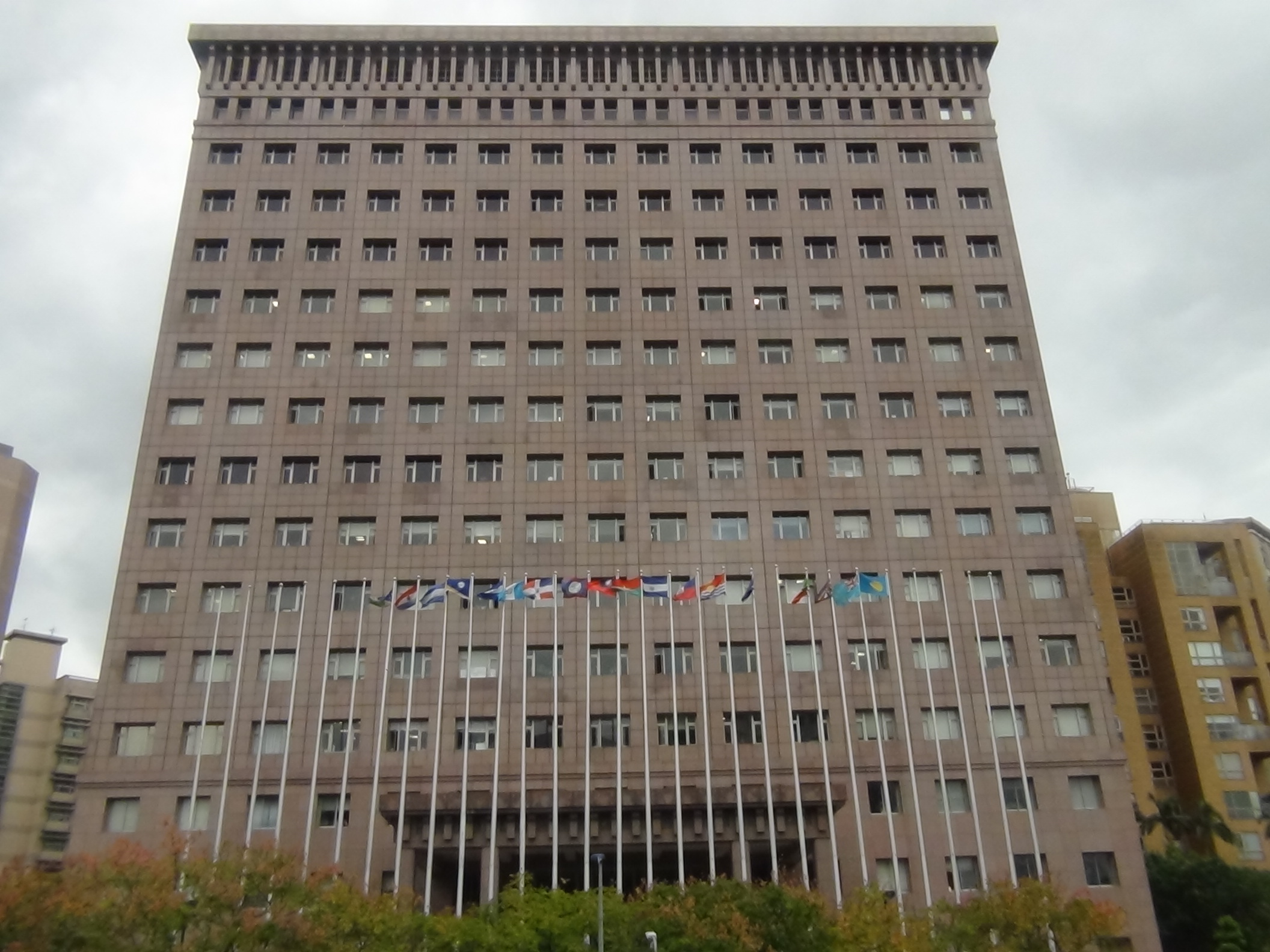
位於臺北市使館特區的史瓦帝尼王國駐華大使館

- 科威特
  - 科威特城（大使館）
- 马来西亚
  - 吉隆坡（高級專員公署）[2]
- - 多哈（大使館）
- 中華民國（臺灣）
  - 臺北市 (大使館)
- 阿联酋
  - 阿布扎比（大使館）

## 歐洲

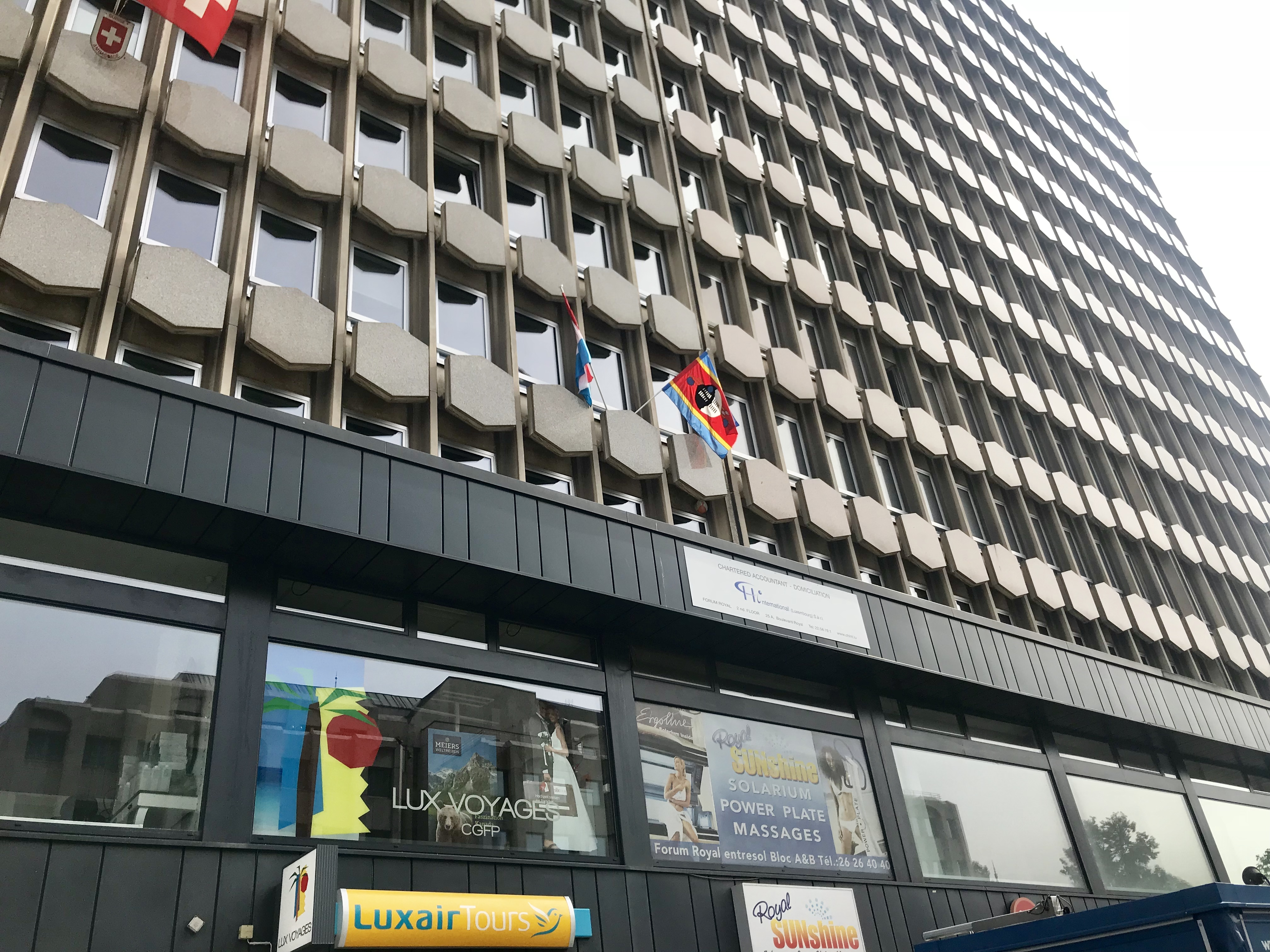
史瓦帝尼駐盧森堡名譽領事館

- 比利时
  - 布鲁塞尔-首都大区（大使館）
- 英国
  - 伦敦 (高級專員公署)

## 國際組織
- 非洲联盟
  - 亚的斯亚贝巴（常駐非洲联盟代表團）
- 欧盟
  - 布鲁塞尔（駐欧洲联盟代表團）
- 联合国
  - 日内瓦（常駐联合国代表團）
  - 纽约（常駐联合国代表團）